# Evert van Linge
Evert van Linge (ur. 19 listopada 1895 w Veendamie, zm. 6 grudnia 1964 w Groningen) – piłkarz holenderski grający na pozycji obrońcy, a po zakończeniu kariery architekt. W swojej karierze rozegrał 13 meczów i strzelił 3 gole w reprezentacji Holandii.

## Kariera klubowa
W swojej karierze piłkarskiej van Linge grał w klubach BV Veendam (1911–1915) i Be Quick 1887 (1915–1927). Z tym drugim wywalczył mistrzostwo Holandii w sezonie 1919/1920.

## Kariera reprezentacyjna
W reprezentacji Holandii van Linge zadebiutował 24 sierpnia 1919 w przegranym 1:4 towarzyskim meczu ze Szwecją, rozegranym w Sztokholmie. W 1924 roku wystąpił na Igrzyskach Olimpijskich w Paryżu. W kadrze narodowej od 1919 do 1926 roku rozegrał 13 meczów i strzelił 3 gole.

## Po zakończeniu kariery
Po zakończeniu kariery piłkarskiej van Linge pracował jako architekt. Zaprojektował między innymi Stadion Esserberg klubu Be Quick 1887 w Haren.